# Lista över spexsällskap
Lista över spexsällskap.

## Spex i Sverige

### Göteborg

#### Chalmers
- Chalmersspexet Bob
- Chalmersspexet Vera
- F-spexet

#### Göteborgs universitet
- Filosofspexet (Filosofiska Lätta Knästående Spexargardet)
- Handelsspexet
- Medicinarspexet (Medicinska Spexarcorpsen Göteborg)

### Linköping
- Holgerspexet
- Linköpings studentspex

### Lund
- Boelspexarna
- Dolu§pexet
- Hallands Slottsspex
- Helsingborgsspexet
- Helsingkronaspexet
- Jesperspexet
- af Kalmarspexet
- Krischanstaspääxet
- Lundaspexarna
- Spegatspexet
- Toddyspexarna
- Var GladSpexarna
- Wermlandsspexet
- Sobottaspexet

### Stockholm

#### Handelshögskolan
- Handelsspexet

#### Södertörns högskola
- Söderspexet

#### Karolinska institutet
- Flix
- Corpus Karrolina

#### KTH
- Bergsspexet
- Dataspelet
- Elogen
- Fysikalen
- iSpexet
- Jubelspexet
- Krexet
- KVSIF
- Kårspexet
- METAspexet
- N0llespexet
- Dubbelspexet

#### Stockholms universitet
- Ekonomspexet (nedlagt 2004)
- Juristspexet (nedlagt 2019)
- Naturvetarspexet

#### Övriga
- Par Bricole (Den Bacchanaliska Theatern)

### Uppsala
- Ett teknat spex
- Farmacevtiska interaktiva spexkommittén
- Göteborgs Nations Marsspex
- Juvenalorden
- Mediscenarna
- NoNSEns (Norrlands nations spexensemble)
- Stockholms Nations Marsspex
- Södermanland-Nerikes nations spexarcorps
- Ultuna Spexensemble
- V-Dalaspexet
- Östgöta Nations spex

### Umeå
- Medicinarspexet
- Umespexarna

### Övriga Sverige (städer med endast en känd spexförening)
- ATLAS2 (Skövde)
- Blekinge Kårspex
- Borås studentspex
- Dalarnas Studentspexare
- Halmstadspexet HASP
- Härnösandsspexet
- Kalmarspexet
- Lulespexet
- Spexpack (Västerås)
- Örebrospexet

## Gymnasiespex
- Katterevyn (Lund)
- Runasoarén (Gävle)
- Spyxet (Lund)
- Stjärnparaden (Örebro)
- Verdandispexet (Gävle)
- Pexet (Lund)  [1]
- Latinspexet (Malmö)

## Spex i Finland

### Helsingfors
- - Conduksen käyttäytymistieteellinen speksi
  - Kannstöparna
  - StudOrgs Spex
  - KY-speksi
  - Pykälä ry
  - Teekkarispeksi
  - Medicinarklubben Thorax spex
  - Teknologföreningens spex
  - Fyysikkospeksi
  - Humanistispeksi
  - Viikki-speksi

### Övriga Finland (städer med endast en känd spexförening)
- Akademiska Spexet (Åbo)
- Kuolon speksi (Kuopio)
- Nääspeksi (Tammerfors)
- Konjakki (Uleåborg)
- Wasaspexet (Vasa)
- TLKS-Speksi (Åbo)